# Maria Eufrosina de Zweibrücken

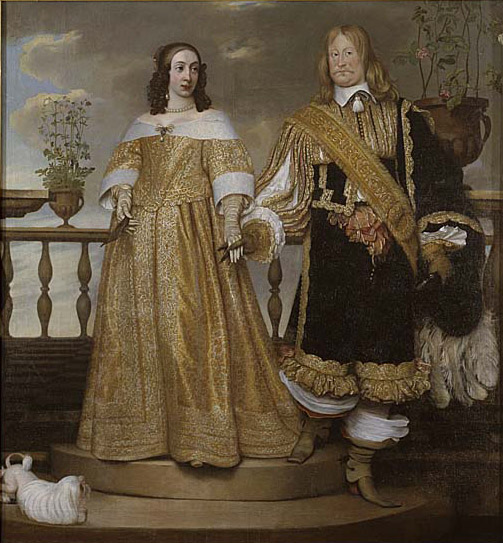
Magnus Gabriel de la Gardie con su esposa María Eufrosina de Palatinado-Zweibrücken, hermana del rey Carlos X de Suecia. Pintura de 1653 de Hendrik Munnichhoven. La imagen está llena de detalles simbólicos: Magnus Grabriel está de pie más abajo que su esposa porque ella es la hermana del rey; sus manos cogidas simbolizan la fidelidad; la alubia en la mano de María Eufrosina muestra que está embarazada. La pintura está considerada como una de las mejores del temprano período barroco sueco.

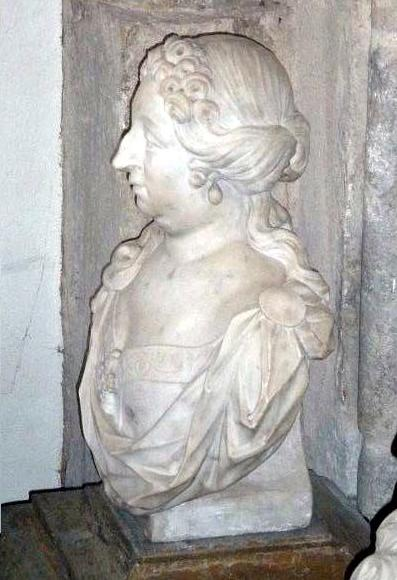
Condesa Palatina Maria Eufrosina de Zweibrücken.

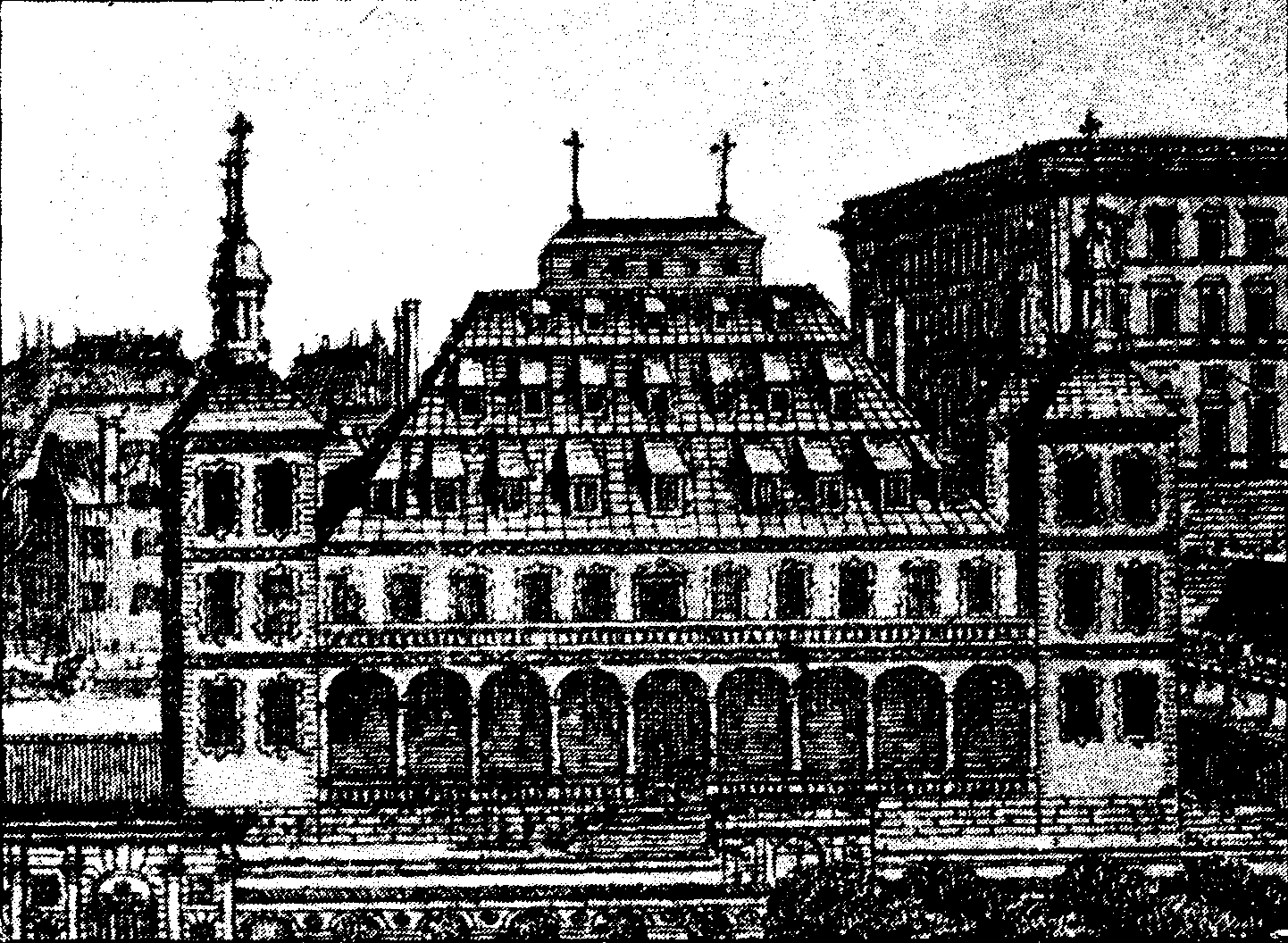
Palacio Makalös (Peerless) de la familia De la Gardie, al otro lado del agua de Tre Kronor, el entonces castillo real de Estocolmo.

María Eufrosina de Zweibrücken (en alemán: Maria Euphrosyne of Zweibrücken) (Östergötland, 14 de febrero de 1625-Höjentorp, 24 de octubre de 1687) fue una condesa palatina, prima y hermana adoptiva de la reina Cristina de Suecia y hermana del rey Carlos X de Suecia. También fue, tras la ascensión al trono de su hermano Carlos X (1654), princesa real titular de Suecia.

## Biografía

### Primeros años de vida
María Eufrosina nació en el castillo de Stegeborg, Östergötland, hija del conde palatino Juan Casimiro de Zweibrücken y de la princesa Catalina de Suecia. En 1622, su familia huyó de Alemania durante la guerra de los Treinta Años y se estableció en el país natal de su madre, Suecia, donde María Eufrosina nació tres años después. Pasó sus primeros años en el castillo de Stegeborg, feudo de su madre. En 1632, su madre recibió la responsabilidad de su prima, la reina Cristina, y María Eufrosina fue criada desde ese momento con su prima la reina: junto con sus hermanos permanecieron en su corte también después de la muerte de su madre en 1638, mientras que su padre permaneció en Stegeborg. María Eufrosina recibió una muy buena educación, siendo criada con Cristina, pero finalmente fue instruida por separado, porque Cristina, como monarca, se consideraba que requería una educación de otro modo inadecuada para su sexo.

### Durante el reinado de Cristina
En 1643, recibió una propuesta de matrimonio del conde Enrique de Nassau. Según una carta de Cristina, Enrique era un príncipe rico y hermoso que era muy querido por María Eufrosina. Sin embargo, dejó la decisión en manos de su padre: él no estaba seguro de si Enrique podría apoyarla y, en 1645, después de que Cristina declarara que ella podría concertar un matrimonio con el mismo estatus para su pariente en Suecia, rechazó a Enrique. El 15 de marzo de 1645, María Eufrosina se comprometió con el favorito de la reina, el conde Magnus Gabriel De la Gardie, y el 7 de marzo de 1647 se casó con él en la capilla real de Tre Kronor en Estocolmo. El matrimonio fue concertado por Cristina. El mito tradicional ha considerado que se trataba de un triángulo amoroso: se creía que Cristina y María Eufrosina estaban enamoradas de Magnus Gabriel y que, al final, Cristina renunció a sus planes de casarse con él y se lo entregó a su prima con estas palabras: «Te doy lo que no puedo tener yo misma». Sobre este asunto, se ha escrito una famosa obra de teatro. Sin embargo, no se sabe hasta qué punto ese legendario triángulo amoroso fue cierto. Según la propia María Eufrosina, el propósito era mostrarles a ambos su favor. Magnus Gabriel se había enamorado de ella, según sus propias memorias, a los dieciocho años y, debido a las cartas de amor que intercambiaron durante su matrimonio, al menos María Eufrosina seguramente sintió un fuerte afecto por él. Sin embargo, el matrimonio no ha sido descrito como feliz. En la boda, Cristina le concedió varias propiedades, entre ellas la residencia favorita de su abuela, Höjentorp, que también sería su favorita, así como una gran asignación personal, que más tarde fue confirmada por su hermano tras su sucesión. En 1653, Magnus Gabriel perdió el favor de Cristina y fue expulsado de la corte, por lo que ella intentó actuar como mediadora. María Eufrosina tuvo una relación estrecha con su hermano Carlos e hizo lo que pudo para apoyar su matrimonio planeado con Cristina.

### Durante el reinado de Carlos X y Carlos XI
En la coronación de su hermano en 1654, el rey Carlos X Gustavo, le concedió a María Eufrosina el rango y el estatus de princesa real de Suecia. Esto fue rechazado por algunos sectores de la nobleza. María Eufrosina no utilizó el título de condesa, pero generalmente se la conocía como princesa. María Eufrosina visitaba tanto a su esposo como a su hermano en la guerra: visitó a su esposo en Alemania y, en 1656, en Riga en la Livonia sueca, de donde tuvo que huir nuevamente con sus cortesanos después de solo dos semanas cuando los rusos incendiaron la ciudad. Durante la guerra sueco-danesa (1658-1660)], junto a su cuñada, la reina Eduvigis Leonor, vivieron en Kronborg en Dinamarca después de que fuera tomada por el general sueco Carl Gustaf Wrangel. En 1658, su hermano, el rey Carlos, le dijo que deseaba nombrar a su esposo lord alto canciller de Suecia (rikskansler), pero ella lo convenció de no hacerlo diciéndole que Magnus Gabriel era más adecuado para puestos militares. En 1660, estuvo presente en el lecho de muerte de su hermano en Gotemburgo. Él le prometió grandes propiedades en Dinamarca, pensiones para sus hijos y le dijo que había nombrado a su consorte lord alto canciller de Suecia en su testamento en contra de su deseo.
Se le negó una audiencia con su sobrino sin testigos y no tuvo éxito en conseguir el favor de su esposo. Sin embargo, después de que ella, utilizando sus contactos, logró obtener una audiencia en privado con el rey, le dijo que esperaba que Gyllenstierna estuviera ahora en el infierno, y el resultado fue que su esposo fue nombrado senescal.
María Eufrosina estuvo muy activa como mediadora y portavoz de peticionarios que deseaban hablar con su esposo o con su hermano el rey (y más tarde, de su sobrino el rey) en su nombre. No se trataba solo de asuntos menores, también se referían a mujeres que le pedían que usara sus contactos para conseguir cargos de gran importancia política para sus parientes masculinos. De la misma manera, actuó como mediadora entre su consorte y la casa real, especialmente cuando él estaba en desgracia. En el palacio de Karlberg, recibía a sus peticionarios en una sala en la que colgaban con pinturas de su hermano real y de su madre, con una puerta abierta a la habitación donde su hermano el rey había dormido cuando estuvo invitado en su casa. La visión contemporánea era que su esposo le debía a ella su exitosa carrera.
En 1676, Lisbeth Carlsdotter, testigo en los juicios de brujas de Catalina inspirados por el famoso niño de Gävle, intentó implicar a María Eufrosina y a su cuñada María Sofia por brujería. Estas acusaciones no fueron tomadas en serio, sino que desacreditaron la credibilidad de Lisbeth Carlsdotter como testigo y finalmente llevaron a la anulación de todo el juicio.
En 1680, su esposo perdió el favor de su sobrino, el monarca, después de la muerte de Johan Göransson Gyllenstierna. Se le negó una audiencia con su sobrino sin testigos y no tuvo éxito en conseguir el favor de su esposa. Después de que ella, utilizando sus contactos, logró obtener una audiencia en privado con el rey, sin embargo, le dijo que esperaba que Gyllenstierna estuviera ahora en el infierno, y el resultado fue que su esposo fue nombrado senescal. Durante la gran reducción de su sobrino, el rey Carlos XI, en la década de 1680, la corona confiscó gran parte de las propiedades de la familia. María Eufrosina no tuvo reparos en utilizar su condición de tía del rey para evitar la confiscación, pero solo tuvo un éxito moderado: en 1685, se le permitió conservar su propia asignación personal y su residencia favorita, el castillo de Höjentorp, en Västergötland, pero la confiscación de las propiedades de su esposo continuó sin interrupciones. María Eufrosina enviudó en 1686, en plena reducción de la población. El rey se negó a pagar el funeral de su marido y a impedir que los acreedores hicieran un inventario de sus bienes personales y joyas. María Eufrosina murió en Höjentorp.
Fue descrita como una mujer religiosa. Hizo que su lema en alemán «Gott ist mir allés» fuera grabado en una pared del castillo de Läckö, así como en un medallón, y en 1681 publicó anónimamente el libro de oraciones en alemán Der geistlich-hungerigen seelen himmelisches manna. En 1682 escribió su propia autobiografía.

## Familia
Se casó con el conde Magnus Gabriel De la Gardie el 7 de marzo de 1647. Estuvo embarazada con frecuencia y dio a luz a once hijos en dieciocho años, pero solo tres de ellos sobrevivieron hasta la madurez. De ellos, solo uno (Hedvig Ebba) tuvo descendencia, pero su único hijo murió sin descendencia.

### Descendencia
1. Gustavo Adolfo De la Gardie (1647-1695), soltero, sin descendencia.
2. Cristina Catalina De la Gardie (1648-1648), fallecido en la infancia.
3. Jakob Augusto De la Gardie (1650-1661), fallecido en la niñez.
4. Johann Casimiro De la Gardie (1651-1651), fallecido en la infancia.
5. Karl Magnus De la Gardie (1652-1653), fallecido en la infancia.
6. Magnus Gabriel De la Gardie (1654-1667), que murió soltero.
7. Catalina Carlota De la Gardie (1655-1697), que se casó con el conde Otto Wilhelm Königsmarck, sin descendencia.
8. Hedvig Ebba De la Gardie (1659-1700), que se casó con el conde Carl Gustaf Eriksson Oxenstierna en Södermöre y tuvo un hijo, fallecido en la niñez.
9. Johann Karl De la Gardie (1661-1662), fallecido en la infancia.
10. Maria Sofia De la Gardie (1663-1667), fallecido en la niñez.
11. Ludwig Pontus De la Gardie (1665-1672), fallecido en la niñez.

## Antepasados de María Eufrosina de Zweibrücken
|  |                                               |  |  |  |  |  |  |  |  |  |  |  |  |  |  |  |
|  | 8. Wolfgang del Palatinado-Zweibrücken        |  |  |  |  |  |  |  |  |  |  |  |  |  |  |  |
|  |                                               |  |  |  |  |  |  |  |  |  |  |  |  |  |  |  |
|  |                                               |  |  |  |  |  |  |  |  |  |  |  |  |  |  |  |
|  | 4. Juan I del Palatinado-Zweibrücken          |  |  |  |  |  |  |  |  |  |  |  |  |  |  |  |
|  |                                               |  |  |  |  |  |  |  |  |  |  |  |  |  |  |  |
|  |                                               |  |  |  |  |  |  |  |  |  |  |  |  |  |  |  |
|  | 9. Ana de Hesse                               |  |  |  |  |  |  |  |  |  |  |  |  |  |  |  |
|  |                                               |  |  |  |  |  |  |  |  |  |  |  |  |  |  |  |
|  |                                               |  |  |  |  |  |  |  |  |  |  |  |  |  |  |  |
|  | 2. Juan Casimiro, conde palatino de Kleeburg  |  |  |  |  |  |  |  |  |  |  |  |  |  |  |  |
|  |                                               |  |  |  |  |  |  |  |  |  |  |  |  |  |  |  |
|  |                                               |  |  |  |  |  |  |  |  |  |  |  |  |  |  |  |
|  | 10. Guillermo, duque de Jülich-Cleves-Berg    |  |  |  |  |  |  |  |  |  |  |  |  |  |  |  |
|  |                                               |  |  |  |  |  |  |  |  |  |  |  |  |  |  |  |
|  |                                               |  |  |  |  |  |  |  |  |  |  |  |  |  |  |  |
|  | 5. Magdalena de Jülich-Cléveris-Berg          |  |  |  |  |  |  |  |  |  |  |  |  |  |  |  |
|  |                                               |  |  |  |  |  |  |  |  |  |  |  |  |  |  |  |
|  |                                               |  |  |  |  |  |  |  |  |  |  |  |  |  |  |  |
|  | 11. Archiduquesa María de Austria             |  |  |  |  |  |  |  |  |  |  |  |  |  |  |  |
|  |                                               |  |  |  |  |  |  |  |  |  |  |  |  |  |  |  |
|  |                                               |  |  |  |  |  |  |  |  |  |  |  |  |  |  |  |
|  | 1. Maria Eufrosina del Palatinado-Zweibrücken |  |  |  |  |  |  |  |  |  |  |  |  |  |  |  |
|  |                                               |  |  |  |  |  |  |  |  |  |  |  |  |  |  |  |
|  |                                               |  |  |  |  |  |  |  |  |  |  |  |  |  |  |  |
|  | 12. Gustavo I de Suecia                       |  |  |  |  |  |  |  |  |  |  |  |  |  |  |  |
|  |                                               |  |  |  |  |  |  |  |  |  |  |  |  |  |  |  |
|  |                                               |  |  |  |  |  |  |  |  |  |  |  |  |  |  |  |
|  | 6. Carlos IX de Suecia                        |  |  |  |  |  |  |  |  |  |  |  |  |  |  |  |
|  |                                               |  |  |  |  |  |  |  |  |  |  |  |  |  |  |  |
|  |                                               |  |  |  |  |  |  |  |  |  |  |  |  |  |  |  |
|  | 13. Margarita Leijonhufvud                    |  |  |  |  |  |  |  |  |  |  |  |  |  |  |  |
|  |                                               |  |  |  |  |  |  |  |  |  |  |  |  |  |  |  |
|  |                                               |  |  |  |  |  |  |  |  |  |  |  |  |  |  |  |
|  | 3. Catalina de Suecia                         |  |  |  |  |  |  |  |  |  |  |  |  |  |  |  |
|  |                                               |  |  |  |  |  |  |  |  |  |  |  |  |  |  |  |
|  |                                               |  |  |  |  |  |  |  |  |  |  |  |  |  |  |  |
|  | 14. Luis VI del Palatinado                    |  |  |  |  |  |  |  |  |  |  |  |  |  |  |  |
|  |                                               |  |  |  |  |  |  |  |  |  |  |  |  |  |  |  |
|  |                                               |  |  |  |  |  |  |  |  |  |  |  |  |  |  |  |
|  | 7. María del Palatinado-Simmern               |  |  |  |  |  |  |  |  |  |  |  |  |  |  |  |
|  |                                               |  |  |  |  |  |  |  |  |  |  |  |  |  |  |  |
|  |                                               |  |  |  |  |  |  |  |  |  |  |  |  |  |  |  |
|  | 15. Isabel de Hesse                           |  |  |  |  |  |  |  |  |  |  |  |  |  |  |  |
|  |                                               |  |  |  |  |  |  |  |  |  |  |  |  |  |  |  |
|  |                                               |  |  |  |  |  |  |  |  |  |  |  |  |  |  |  |